# Хаям Вурук
Хая́м Вуру́к — махараджа Маджапахита, правивший в 1350—1389 годах под тронным именем Раджасанагра. При помощи своего первого министра Гаджа Мады смог превратить небольшое островное царство в одну из могущественных империй, раскинувшуюся на островах Индонезийского архипелага.

## Ранние годы
Хаям Вурук родился в 1334 году в семье королевы Маджапахита Трибхуване и её супруга Кертавархане. В 16 лет унаследовал маджапахитский престол.

## Внешняя политика
Как и при правлении матери, главную роль в правлении играл первый министр Маджапахита Гаджа Мада, который проводил политику объединения соседних островов. В 1357 г. маджапахитские войска под командованием генералов Мпу Налы и Питалоки завоевали королевство Домпо на Сумбаве. Покорение Сумбавы подтверждается яванской надписью XIV в., найденной на этом острове. Пожалуй, единственная осечка в объединительной политике Маджапахита произошла в 1357 г., когда была произведена попытка подчинить западнояванское королевство Сунда. Маджапахитское правительство обратилось к королю Сунды, которого летопись называет просто махараджей, с предложением выдать его дочь замуж за короля Хаяма Вурука. Когда же махараджа сопровождении большой свиты (фактически маленького войска) прибыл на Восточную Яву и остановился недалеко от столицы, в Бубате, чтобы вести там переговоры о браке, маджапахитцы внезапно потребовали, чтобы невесту передали жениху в соответствии с процедурой, принятой в тех случаях, когда вассал вручает дань своему сюзерену. По понятиям рыцарской феодальной чести, которые были распространены в то время в Индонезии, принять такое предложение было немыслимо. Все же сопротивлеиние Сунды было подавлено, а махараджа пал на поле боя.

## Золотой век Индонезии
Это был золотой век Индонезии, и яванская литература смешивает легенды с действительностью, описывая времена, когда по всему архипелагу распространилась самобытная культура. Тем не менее вера в то, что раджасангра обладает кенсактяном – божественной силой, приписываемой индонезийским правителям, является неотъемлемой частью истории царствования Хаяма Вурука. Гадже Маде, передвигавшемуся в красном паланкине, было позволено использовать желтый зонтик от солнца, обычно положенный лишь королю. Однако пусака, или символы верховной власти, хранившиеся во внутреннем святилище кратона, подтверждали единственную в своем роде власть короля как блюстителя иерархического порядка и гаранта мира.
Великий Маджапахит был последним королевством на этом архипелаге в Юго-Восточной Азии перед тем, как в XVI веке туда пришли европейские торговцы и колонизаторы и навсегда изменили его облик.

## Шривиджайя
Это островное государство многие века испытывало сильное влияние культур Индии и Китая. К VII веку наибольшее влияние на архипелаге приобрело королевство Шривиджайя на юго-востоке острова Суматра, в состав которого входили соперничавшие на протяжении веков независимые города и государства.
Обязанности королевской власти на островах Юго-Восточной Азии определялись географией и климатом региона. Король Шривиджайи был и «Властелином гор», и «Властелином островов», а чтобы умилостивить «духа морских вод», он ежедневно бросал золотые слитки в дельту реки у Палембанга, столицы государства.
В 1377 году при штурме Палембанга войсками Маджапахита погибли китайские послы, которые привезли махарадже Шривиджаи письмо императора о признании его независимым правителем. В 1397 Маджапахит окончательно покончил с самостоятельностью остатков Шривиджаи. Центральные области империи Палембанг и Джамби стали тем, чем они были до появления Шривиджаи — пиратскими гнездами.

## В литературе
Политическая власть была сосредоточена в кратоне города Маджапахит, дворце и вместе с тем священном центре, окруженном высокой широкой стеной из красного кирпича со сторожевыми башнями и огромными железными воротами, украшенными орнаментом. Поэма придворного поэта Прапанчи «Страна благоденствия» («Nagarakertagama», 1365) описывает правителя, которого вносят в город в усыпанном драгоценными камнями паланкине с павлиньими перьями, защищающими его от солнечных лучей. Звуки барабанов, труб и раковин наполняют воздух и возвещают о близком прибытии раджасанагры, чьи одеяния сверкают золотом. Поэма также описывает, как король передвигается в открытой коляске, украшенной золотом и драгоценными камнями; его кортеж состоит из слонов, коней и 400 повозок. Короля окружает облако благовоний, а перед ним почтительно стоят индуистские священники-брамины. В период его почти полвекового правления Маджапахит был в апогее своей славы. Её вассальные владения простирались от Малаккского полуострова до Западного Ириана. Порядок на всей этой обширной территории поддерживался с помощью многочисленного маджапахитского флота, мощь которого Прапанча воспевает в своей поэме. Внутренние войны внутри архипелага практически прекратились, и это в значительной мере способствовало экономическому подъему всей Индонезии.